# 台湾粉条儿菜
台湾粉条儿菜（学名：Aletris formosana）为百合科粉条儿菜属下的一个种。其种加词“formosana”意为“台湾的”。